# پاتال و آرزوهای کوچک
پاتال و آرزوهای کوچک فیلمی در ژانر فانتزی به کارگردانی مسعود کرامتی است. این فیلم در سال ۱۳۶۸ به تهیه‌کنندگی فرشته طائرپور و وحید نیکخواه‌آزاد ساخته شد.

## داستان
وحید که آرزوهای ناممکنی در سر می‌پروراند با موجودی عجیب به نام «پاتال» که از میان یک کرهٔ جغرافیا که مادرش برای او خریده بیرون می‌آید آشنا می‌شود که آمده تا به جبران محبت وحید آرزوهای او را برآورده سازد. پاتال به شرط آن که وحید اجازه بدهد او به سرزمین اصلی‌اش بازگردد می‌پذیرد آرزوهای ناممکن اما کوچک او را محقق کند. به مدد نیروی شگفت‌انگیز پاتال آرزوهای وحید، خواهرش شیرین دوستانش محسن و حمید برآورده می‌شود. وحید به جای پدر به اداره می‌رود و پدر به جای او به مدرسه، مادر، دخترک کوچکی می‌شود و شیرین جای او را می‌گیرد. محسن اکنون هرچه بگوید بزرگترها اطاعت می‌کنند و برخلاف گذشته همهٔ بزرگترها حمید را نه‌تنها از خوردن منع نمی‌کنند بلکه مدام به او دستور می‌دهند که بیشتر بخورد!... ولی در پایان همهٔ بچه‌ها پشیمان از وضع پیش آمده از پاتال درخواست می‌کنند که اوضاع را به روال گذشته برگرداند، پس از آن، با موافقت وحید، پاتال غیب می‌شود.

## بازیگران
رضا کیانیان، منصوره شادمنش، احمد آقالو، فریبا جدیکار، احمدرضا اسعدی، حمیدرضا مرادی، علی آقایی، علیرضا رئیسی، شراره مدنی، فریبا سجادی، سهیلا تیاری، اقدس صحت‌بخش، مهران رسام، شاپور پورامین، حمید صالحین، فرید سجادی.

## فروش
فیلم «پاتال و آرزوهای کوچک» در سال ۱۳۶۹ در گروه سینماهای کودک — که آن زمان در سینمای ایران وجود داشت — و تعداد دیگری از سینماهای آزاد به نمایش درآمد. در آن موقع این فیلم بدون هیچ وامی با شش–هفت میلیون تومان بودجه ساخته شد و با بلیت متوسط پانزده تومان، حدود یازده میلیون تومان فروش کرد.

### بازپخش

پوستر جدید فیلم برای بازپخش آن در سال ۱۳۸۹

در مرداد سال ۱۳۸۹ در ماه رمضان در طرح اکران مجدد فیلم‌های کودک سال‌های پیشین پس از ۲۱ سال از اولین نمایش این فیلم بر پرده‌های سینماهای ایران، این فیلم دوباره در تهران در سه سینما به روی پرده رفت. در واقع این طرح با فیلم «پاتال» آغاز شد زیرا برخلاف سایر فیلم‌های کودکان ایران، در طول ۲۰ سال پس از نخستین اکران پاتال، این فیلم هرگز وارد شبکهٔ نمایش خانگی نشده و به نوعی برای کودکان آن دوران فیلمی ندیده و تازه به حساب می‌آمد. در این سال وزارت فرهنگ و ارشاد اسلامی ایران به دلیل این‌که فیلم‌های در نوبت اکران زیاد بود مجوز اکران را صرفاً برای پنج سالن در تهران و پنج سالن در شهرستان‌های ایران صادر کرد.
در نهایت این فیلم از تاریخ شنبه ۲۱ مرداد ۱۳۸۹ در سه سینمای سینما آزادی، پردیس سینمایی ملت و سینما فرهنگ به صورت تک‌سئانس به روی پرده رفت که با توجه به قدیمی‌بودن و تک‌سئانس‌بودنش فروش قابل قبولی داشت. استقبال از اکران مجدد این فیلم چنان بود که در برخی شب‌ها نمایش آن حتی به سانس فوق‌العاده می‌رسید. در نهایت این فیلم با حدود ۲۰ میلیون تومان فروش، به اعتقاد تهیه‌کننده‌اش اکران موفقی را پشت سر گذاشت.

## پاتال ۲
فرشته طائرپور در تیر ۱۳۸۹ پیش از اکران مجدد فیلم «پاتال و آرزوهای کوچک» از تصمیم خود برای ساخت «پاتال ۲» خبر داد و اظهار امیدواری کرد در صورت مساعد بودن شرایط در نیمهٔ دوم آن سال مقدمات تولید آن را آغاز کند. او قصد داشت در صورت تحقق تولید، این فیلم را به کامبیز صمیمی‌مفخم هدیه کند که به اعتقاد او حق بزرگی بر گردن سینمای کودک ایران دارد. طائرپور در آن دوران خبر داد که طرح فیلم‌نامهٔ «پاتال ۲» در حال نوشتن است و در صورت مقبولیت سناریو برای عوامل پیشین آن، حتی‌المقدور از همان تیم تولید دعوت به همکاری خواهد کرد.

## حضور در جشنواره‌ها
این فیلم نخستین بار در در بهمن ۱۳۶۸ در پنجمین دورهٔ جشنوارهٔ بین‌المللی فیلم کودک و نوجوان ایران در تهران در میان ۱۹ فیلم بخش بین‌الملل، یکی از سه فیلم متعلق به فیلمسازان ایرانی بود.
این فیلم پس از آن در روز دوشنبه ۲۵ مهر ۱۳۷۹ در دومین روز از پانزدهمین دورهٔ جشنوارهٔ بین‌المللی فیلم کودک و نوجوان ایران در اصفهان در بخش «خیال افسانه» به نمایش درآمد.
همچنین این فیلم در مهر ۱۳۸۳ در نوزدهمین جشنوارهٔ بین‌المللی فیلم‌های کودکان و نوجوانان، در بخش فیلم‌های برگزیدهٔ ۲۵ سال سینمای حرفه‌ای کودک ایران در میان ۲۶ فیلم برگزیده نمایش داده شد.

## عرضه در شبکهٔ نمایش خانگی
این فیلم در نهایت در ۱۵ اردیبهشت ۱۳۹۳ از مؤسسهٔ رسانه‌های تصویری در سراسر ایران توزیع شد.

## پی‌نوشت
1. ↑  «امیدوارم جریان سینمای کودک…»،  ایسنا.
2. ↑  «ذیل عنوان فیلم؛ خلاصهٔ داستان»،  سوره سینما.
3. ↑  «امیدوارم جریان سینمای کودک…»،  ایسنا.
4. ↑  «ذیل عنوان فیلم؛ خلاصهٔ داستان»،  سوره سینما.
5. ↑  «امیدوارم جریان سینمای کودک…»،  ایسنا.
6. ↑  «ذیل عنوان فیلم؛ خلاصهٔ داستان»،  سوره سینما.
7. ↑  «امیدوارم جریان سینمای کودک…»،  ایسنا.
8. ↑  «امیدوارم جریان سینمای کودک…»،  ایسنا.
9. ↑  «امیدوارم جریان سینمای کودک…»،  ایسنا.
10. ↑  ««پاتال» همچنان آرزوهای…»،  ایسنا.
11. ↑  «امیدوارم جریان سینمای کودک…»،  ایسنا.
12. ↑  «امیدوارم جریان سینمای کودک…»،  ایسنا.
13. ↑  «امیدوارم جریان سینمای کودک…»،  ایسنا.
14. ↑  «امیدوارم جریان سینمای کودک…»،  ایسنا.
15. ↑  «اکران مجدد پاتال آغاز شد»،  ایسنا.
16. ↑  ««پاتال» همچنان آرزوهای…»،  ایسنا.
17. ↑  ««پاتال» همچنان آرزوهای…»،  ایسنا.
18. ↑  «پاتال به سانس فوق‌العاده رسید»،  ایسنا.
19. ↑  «در بدترین شرایط اکران…»،  ایسنا.
20. ↑  «پاتال را پیش از نخودی…»،  ایسنا.
21. ↑  «پاتال را پیش از نخودی…»،  ایسنا.
22. ↑  «پاتال را پیش از نخودی…»،  ایسنا.
23. ↑  «تاریخچه»،  وبگاه رسمی جشنواره.
24. ↑  «جلیلی، پرتوی، پناهی…»،  ایسنا.
25. ↑  «فیلم‌های به‌نمایش‌درآمده…»،  ایسنا.
26. ↑  «۲۶ فیلم برگزیدهٔ ۲۵ سال…»،  ایسنا.
27. ↑  «پاتال آمد»،  ایسنا.